# Lothar de Maizière
Lothar de Maizière (* 2. března 1940 v Nordhausenu) je německý politik. Byl dlouholetým funkcionářem východoněmecké CDU. V roce 1990 byl po dobu několika měsíců posledním předsedou vlády NDR před sjednocením Německa.

## Biografie
De Maizière pochází z politicky velmi aktivní rodiny potomků francouzských hugenotů. Již roku 1956 vstoupil do východoněmecké CDU, které později předsedal po listopadu 1989. V letech 1959 – 1965 studoval hru na violu, na niž později hrál v Berlínském symfonickém orchestru, a v letech 1969 – 1975 studoval práva na Humboldtově universitě v Berlíně.
Po volbách do lidové komory (parlamentu) NDR 1990 byl jako celkem neznámý politik 12. dubna zvolen ministerským předsedou NDR, v srpnu 1990 pak navíc i ministrem zahraničí. Po znovusjednocení Německa 3. října 1990 se stal ministrem pověřeným zvláštními úlohami, ale již 17. prosince 1990 abdikoval poté, co byly zveřejněny údaje o jeho (údajných) stycích se Stasi, tajnou policií NDR.
Jeho bratranec Thomas de Maizière je od listopadu 2005 vedoucím Úřadu spolkové kancléřky a ministrem pověřeným zvláštními úlohami.